# Boogie 2Nite
Boogie 2Nite – piosenka w oryginale wykonywana przez piosenkarkę Tweet. Światowa premiera odbyła się 2 grudnia 2002 roku.
W 2006 roku cover tej piosenki stworzył duet Booty Luv.

## Lista utworów na singlu
UK CD: (planned track listing)
1. "Boogie 2nite"
2. "Smoking Cigarettes"

US CD: (promotional release)
1. "Boogie 2nite"
2. "Boogie 2nite" (T & F Crushed DB club remix)
3. "Smoking Cigarettes"

## Wersja Booty Luv
Oryginalna wersja Boogie 2Nite została zremiksowana dla zespołu Booty Luv przez Seamusa Haji. Piosenka swoją premierę miała w Wielkiej Brytanii 27 listopada 2006 roku. Singel stał się przebojem dyskotek w całej Anglii. Piosenka dotarła do 2 miejsca UK Singles Chart i utrzymywała swą pozycję przez 3 tygodnie.

## Miejsca na listach przebojów
| Chart (2006)           | Peak position |
| ---------------------- | ------------- |
| Australia              | 89            |
| D-z 2006 Yearend Chart | 21            |
| Irish Singles Chart    | 29            |
| French Dance Chart     | 19            |
| Polish Singles Chart   | 26            |
| French Dance Chart     | 19            |
| Dutch Top 40           | 7             |
| Spain Singles Chart    | 1             |
| German Singles Chart   | 76            |